# 白河鯉洋

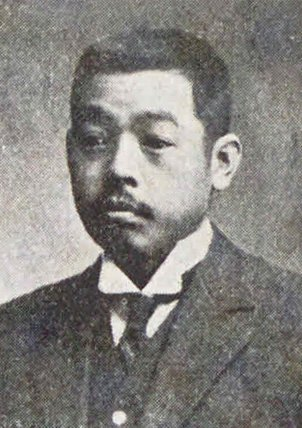
白河鯉洋

白河 鯉洋（しらかわ りよう、1874年（明治7年）3月2日 - 1919年（大正8年）12月25日）は、衆議院議員（立憲国民党）、ジャーナリスト、東洋学者。本名は次郎。

## 経歴
福岡県京都郡豊津村（現在のみやこ町）出身の豊津藩（小倉藩）士で、豊前宇都宮氏の末裔である。
1897年（明治30年）、東京帝国大学文科大学漢学科を卒業。卒業後は神戸新聞、九州日報の主筆を務めた。1903年（明治36年）、清に渡って南京の江南高等学堂の総教習を務めた。帰国後は、早稲田大学講師、関西日報客員を務めた。1917年（大正6年）、第13回衆議院議員総選挙に出馬し、当選した。
墓所は多磨霊園(6-2-6)と日光市浄光寺(田岡嶺雲との連理塚)。

## 家族
- 叔父 楠村多信 - 小倉藩士。維新後は官吏（大阪府豊島郡および能勢郡の郡長）などを務めた。

## 著書
- 『孔子』（東亜堂書房、1900年）
- 『支那学術史綱』（博文館、1900年）- 国府犀東と共著
- 『支那文明史』（博文館、1900年）- 国府犀東と共著
- 『王陽明』（博文館、1900年）
- 『立花宗茂』（岡村書店、1902年）
- 『青年聖訓』（聚精堂、1911年）
- 『古典教育学』（聚精堂、1911年）
- 『諸葛孔明』（敬文館、1911年）